# Venas perforantes de Cockett
Las venas perforantes de Cockett pertenecen al grupo de venas perforantes ubicadas en el tercio distal de la pierna, comunican a las venas tibiales posteriores con la vena safena interna. Tradicionalmente se divide en tres grupos: Cockett I (las más distales), Cockett II (las intermedias) y Cockett III (las más proximales). Su distancia encima del maléolo interno del tobillo es muy variable debido a diversos factores como la estatura del paciente, la longitud de la extremidad, etc.